# Václav Sloup
Václav Sloup (1. března 1936 Tlustice – 19. července 2014 Libochovice) byl český herec. Do širšího povědomí diváků se zapsal především hlavní rolí Bruna ve filmu Blbec z Xeenemünde (1962) nebo rolemi sloužících a partnerů pana Petra Voka z Rožmberka ve filmech Svatby pana Voka a Pan Vok odchází režiséra Karla Steklého.

## Životopis
Pocházel z Tlustice na Berounsku, z rodiny tesaře. Vystudoval gymnázium, během vojenské služby se zúčastnil recitační soutěže a po vojně nastoupil na DAMU.
Jeho spolužáky tam byli Ladislav Mrkvička, Josef Abrhám či Jiří Krampol. DAMU absolvoval v roce 1962.

### Film a televize
Již během studia debutoval ve filmu rolí kopečkáře ve snímku Karla Kachyni Král Šumavy (1959) a téhož roku si zahrál i ve filmu Romeo, Julie a tma. Účinkoval ve filmech jako Marketa Lazarová, Křik, Pasťák, Bylo nás deset, Alibi na vodě či Lidé z maringotek. Ztvárnil řidiče Čahouna ve filmech Na pytlácké stezce (1978) a Za trnkovým keřem (1980) a hrál i v trilogii Bouřlivé víno, Zralé víno a Mladé víno, ve filmech Svatby pana Voka, Pan Vok odchází, Fešák Hubert či Šéfe, vrať se!. Hrál i v pohádkách jako Láďo, ty jsi princezna, Loupežnická pohádka či Koloběžka první.
Jako vůdce party Mažňák se objevil v seriálu Záhada hlavolamu (1969) a jako družstevní účetní v Chalupářích (1975). Jeho další seriálové účinkování zahrnuje Nemocnici na kraji města, Synové a dcery Jakuba skláře, Křečka v noční košili, Ulici (hrobník Barták) či Hraběnky. Naposledy účinkoval před kamerou v roce 2011 v povídkovém televizním seriálu Čapkovy kapsy.

### Divadlo
Od roku 1962 působil v pražském Divadle Na zábradlí, od roku 1977 pak v Divadle S. K. Neumanna (pozdější Divadlo pod Palmovkou). V letech 1983–1998 byl členem souboru Divadla na Vinohradech. Poté hostoval v různých souborech jako např. v Hudebním divadle Karlín či v Divadle Radka Brzobohatého.

### Soukromý život
Se svou manželkou se rozvedl, měl s ní jednu dceru a dvě vnučky. Ve stáří se přestěhoval ze svého bytu na Žižkově do Libochovic.
Zemřel 19. července 2014 ve věku 78 let na mrtvici.

## Televize
- 1966 Čertouská poudačka (pohádka) - role: pekelný tambor
- 1969 Záhada hlavolamu (seriál) - role: Mažňák
- 1981 Bakaláři (cyklus příběhů) - příběh: Fotbalová odysea - role: strýc Olin
- 1997 Hospoda – díl: Schůze - role: štamgast

## Divadelní role, výběr
- 1963 Václav Havel: Zahradní slavnost, Hugo Pludek, Divadlo Na zábradlí, režie Otomar Krejča
- 1985 Alexej Dudarev: Nebyl čas na lásku, Děrvojed, Divadlo na Vinohradech, režie Jiří Dalík
- 1988 Karel Čapek: Loupežník, Šefl, Divadlo na Vinohradech, režie Jan Novák
- 1991 Eugène Ionesco: Macbett, Candor, Divadlo na Vinohradech, režie Jan Burian